# Bétonnière mobile
 (octobre 2012).
Si vous disposez d'ouvrages ou d'articles de référence ou si vous connaissez des sites web de qualité traitant du thème abordé ici, merci de compléter l'article en donnant les références utiles à sa vérifiabilité et en les liant à la section « Notes et références ».
Une bétonnière mobile, ou autobétonnière, est une véritable centrale à béton sur camion utilisé pour le mélange du béton.

## Utilisation
Ce type de camion est différent d'un camion malaxeur traditionnel. Le camion malaxeur ne fait que transporter le béton frais, préalablement mélangé par une usine à béton. Dans une bétonnière mobile, le béton n'est ni préparé ni mélangé à l'avance. La bétonnière comporte plusieurs compartiments où sont stockés les différents composants du béton (eau, granulats fins, gros granulats, ciment). Un tapis convoyeur achemine les matériaux solides tandis que des conduits amène les matériaux liquides vers l'arrière du camion.  Le tout tombe dans une vis sans fin à l'intérieur qui mélange le béton.
Cela permet d'avoir du béton de meilleure qualité, car celui-ci n'est mélangé qu'une fois sur le site de livraison. Le béton n'a pas trop séché durant le transport et aucun rajout d'eau n'est nécessaire pour liquéfier le béton trop sec. Une situation qui aurait pu se produire dans le cas d'une bétonnière malaxeur.
Ce type de camion est à la fois plus écologique et permet des économies. Étant donné que le béton est fait sur place et mélangé en continu selon le besoin, la bétonnière est capable de produire seulement la quantité précise pour chaque projet. Le béton que l'on désire avoir avec une bétonnière normale doit être estimé à l'avance : il est possible de manquer de béton, mais aussi d'en avoir trop. Le gaspillage de béton est coûteux et mauvais pour l'environnement, car il faut se débarrasser de ce surplus, qui finit la plupart du temps à la décharge.